# Бонево (Болгария)
Бонево (болг. Бонево) — село в Болгарии. Находится в Добричской области, входит в общину Тервел. Население составляет 84 человека (15 марта 2015 года).

## Политическая ситуация
В местном кметстве Бонево, в состав которого входит Бонево, должность кмета (старосты) исполняет Шефкы Мюджелиб Джефер (Движение за права и свободы (ДПС)) по результатам выборов.